# Wigry Suwałki
Maillots
Dernière mise à jour : 16 février 2025.
Le Wigry Suwałki est un club polonais de football professionnel fondé en 1947 et basé à Suwałki, dans la voïvodie de Podlachie. Son équipe principale reçoit ses adversaires au stade municipal de Suwałki, enceinte pouvant accueillir jusqu'à 3 066 personnes.

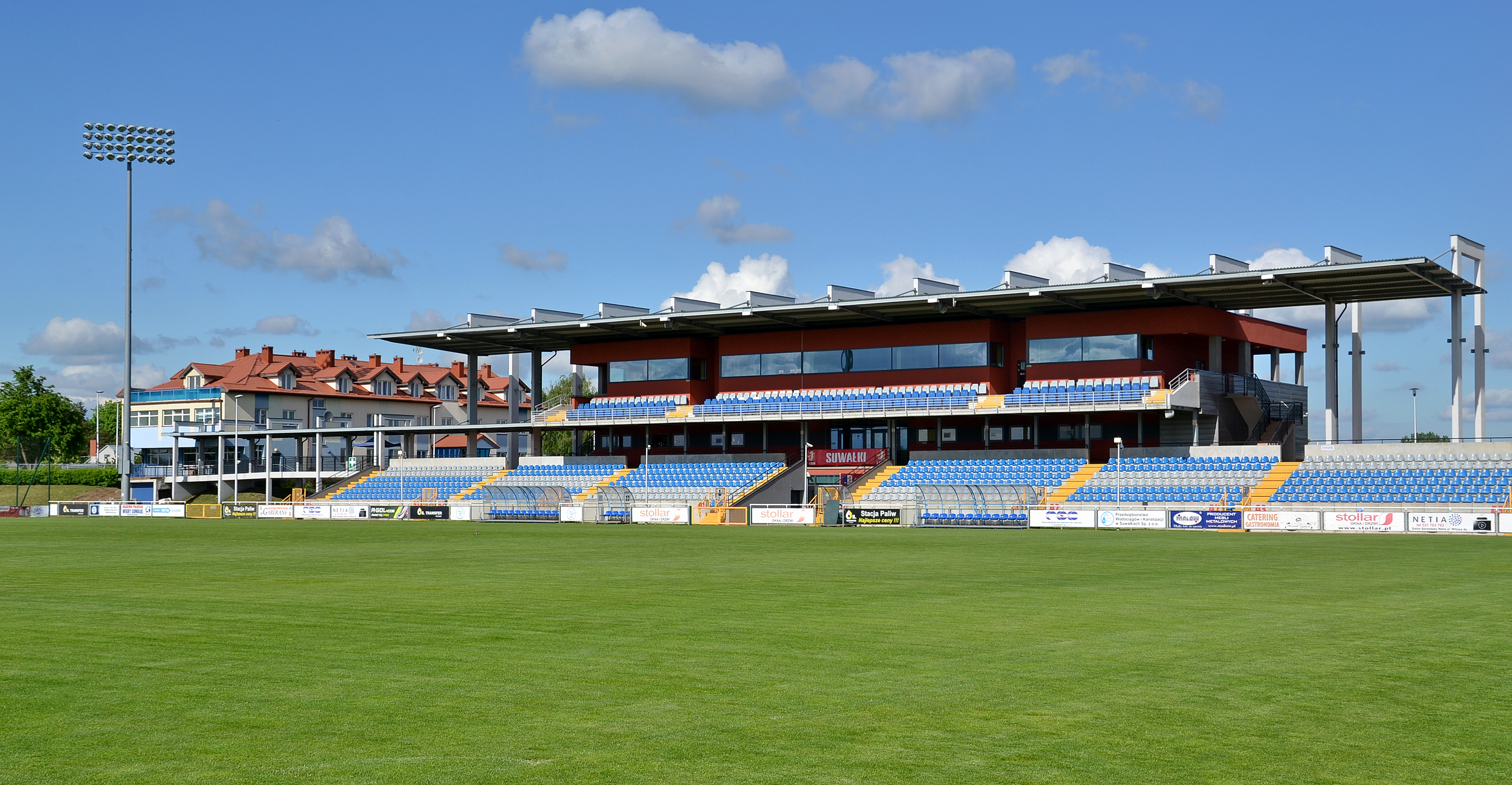
Stade municipal de Suwałki

## Histoire

### Fondation et débuts
Le Wigry Suwałki est officiellement créé en 1947.
Le 11 mars 2022, le Wigry Suwalki se retire de son championnat, et se voit rétrogradé administrativement en cinquième division.

### Ascension vers la deuxième division
Longtemps resté amateur, le Wigry Suwałki monte pour la première fois de son histoire en deuxième division en 2014, après avoir terminé premier du « groupe est » de troisième division. Pour sa première saison chez les professionnels, le Wigry se maintient assez aisément, avec 17 points d'avance sur la zone de relégation, et se classe à la 9e place.